# Ophiomyia cornuta
Ophiomyia cornuta är en tvåvingeart som beskrevs av de Meijere 1910. Ophiomyia cornuta ingår i släktet Ophiomyia och familjen minerarflugor. Inga underarter finns listade i Catalogue of Life.